# همگنی
در فیزیک، یک ماده یا سیستم همگن در هر نقطه خواص یکسانی دارد. یکنواخت و بدون بی‌نظمی است. یک میدان الکتریکی یکنواخت (که قدرت و جهت یکسان در هر نقطه دارد) با همگنی (به انگلیسی: Homogeneity) سازگار است (همه نقطه‌ها فیزیک یکسانی را تجربه می‌کنند). یک ماده ساخته‌شده با اجزای مختلف را می‌توان در حوزه مواد الکترومغناطیسی به‌طور مؤثری همگن توصیف کرد، زمانی که با میدان تابش هدایت‌شده (نور، فرکانس‌های مایکروویو و غیره) برهم‌کنش داشته باشد.